# Palmarès du double messieurs de l'US Open
Pour un article plus général, voir US Open de tennis.
Ce tableau présente le palmarès du double messieurs de l'US Open de tennis depuis la création en 1881 du championnat national de tennis des États-Unis, prédécesseur de l'actuel US Open.

## Champions titrés au moins quatre fois
| Joueur           | Titres | Premier | Dernier |
| Mike Bryan       | 6      | 2005    | 2018    |
| Richard Sears    | 6      | 1882    | 1887    |
| Holcombe Ward    | 6      | 1899    | 1906    |
| Fred Alexander   | 5      | 1907    | 1917    |
| Bob Bryan        | 5      | 2005    | 2014    |
| James Dwight     | 5      | 1882    | 1887    |
| George Lott      | 5      | 1928    | 1933    |
| Vincent Richards | 5      | 1918    | 1926    |
| Bill Tilden      | 5      | 1918    | 1927    |
| Roy Emerson      | 4      | 1959    | 1966    |
| Harold Hackett   | 4      | 1907    | 1910    |
| Jack Kramer      | 4      | 1940    | 1947    |
| Robert Lutz      | 4      | 1968    | 1980    |
| John McEnroe     | 4      | 1979    | 1989    |
| Gardnar Mulloy   | 4      | 1942    | 1948    |
| Stan Smith       | 4      | 1968    | 1980    |
| Bill Talbert     | 4      | 1942    | 1948    |

## Palmarès
| No       | Date       | Nom et lieu du tournoi                  | Catégorie | Dotation     | Surface      | Vainqueurs                                   | Finalistes                                 | Score                     |         |
| -------- | ---------- | --------------------------------------- | --------- | ------------ | ------------ | -------------------------------------------- | ------------------------------------------ | ------------------------- | ------- |
| 1        | 1881       | US National Championships, Newport (RI) | G. Chelem | NC $         | Gazon (ext.) | Clarence Clark Frederick Taylor              | A. Van Renssalaer Arthur Newbold           | 6-5, 6-4, 6-5             | Tableau |
| 2        | 1882       | US National Championships, Newport (RI) | G. Chelem | NC $         | Gazon (ext.) | Richard Sears James Dwight                   | Crawford Nightingale George Smith          | 6-2, 6-4, 6-4             |         |
| 3        | 1883       | US National Championships, Newport (RI) | G. Chelem | NC $         | Gazon (ext.) | Richard Sears James Dwight                   | A. Van Renssalaer Arthur Newbold           | 6-0, 6-2, 6-2             |         |
| 4        | 1884       | US National Championships, Newport (RI) | G. Chelem | NC $         | Gazon (ext.) | Richard Sears James Dwight                   | A. Van Renssalaer Walter Berry             | 6-4, 6-1, 8-10, 6-4       |         |
| 5        | 1885       | US National Championships, Newport (RI) | G. Chelem | NC $         | Gazon (ext.) | Richard Sears Joseph Clark                   | Henry Slocum Percy Knapp                   | 6-3, 6-0, 6-2             |         |
| 6        | 1886       | US National Championships, Newport (RI) | G. Chelem | NC $         | Gazon (ext.) | Richard Sears James Dwight                   | Howard Taylor Godfrey Brinley              | 7-5, 5-7, 7-5, 6-4        | Tableau |
| 7        | 22-08-1887 | US National Championships, Newport (RI) | G. Chelem | NC $         | Gazon (ext.) | Richard Sears James Dwight                   | Howard Taylor Henry Slocum                 | 6-4, 3-6, 2-6, 6-3, 6-3   | Tableau |
| 8        | 21-08-1888 | US National Championships, Newport (RI) | G. Chelem | NC $         | Gazon (ext.) | Oliver Campbell Valentine Hall               | Clarence Hobart Edward MacMullen           | 6-4, 6-2, 6-2             | Tableau |
| 9        | 27-08-1889 | US National Championships, Newport (RI) | G. Chelem | NC $         | Gazon (ext.) | Henry Slocum Howard Taylor                   | Valentine Hall Oliver Campbell             | 6-1, 6-3, 6-2             | Tableau |
| 10       | 18-08-1890 | US National Championships, Newport (RI) | G. Chelem | NC $         | Gazon (ext.) | Valentine Hall Clarence Hobart               | Charles Carver John Ryerson                | 6-3, 4-6, 6-2, 2-6, 6-3   | Tableau |
| 11       | 22-08-1891 | US National Championships, Newport (RI) | G. Chelem | NC $         | Gazon (ext.) | Oliver Campbell Robert Huntington            | Valentine Hall Clarence Hobart             | 6-3, 6-4, 8-6             | Tableau |
| 12       | 23-08-1892 | US National Championships, Newport (RI) | G. Chelem | NC $         | Gazon (ext.) | Oliver Campbell Robert Huntington            | Valentine Hall Edward T. Hall              | 6-4, 6-2, 4-6, 6-3        | Tableau |
| 13       | 22-08-1893 | US National Championships, Newport (RI) | G. Chelem | NC $         | Gazon (ext.) | Clarence Hobart Fred Hovey                   | Oliver Campbell Robert Huntington          | 6-3, 6-4, 4-6, 6-2        | Tableau |
| 14       | 20-08-1894 | US National Championships, Newport (RI) | G. Chelem | NC $         | Gazon (ext.) | Clarence Hobart Fred Hovey                   | Carr Neel Sam Neel                         | 6-3, 8-6, 6-1             | Tableau |
| 15       | 18-08-1895 | US National Championships, Newport (RI) | G. Chelem | NC $         | Gazon (ext.) | Malcolm Chace Robert Wrenn                   | Clarence Hobart Fred Hovey                 | 7-5, 6-1, 8-6             | Tableau |
| 16       | 17-08-1896 | US National Championships, Newport (RI) | G. Chelem | NC $         | Gazon (ext.) | Carr Neel Sam Neel                           | Robert Wrenn Malcolm Chace                 | 6-3, 1-6, 6-1, 3-6, 6-1   | Tableau |
| 17       | 16-08-1897 | US National Championships, Newport (RI) | G. Chelem | NC $         | Gazon (ext.) | Leo Ware George Sheldon                      | Harold Mahony Harold Nisbet                | 11-13, 6-2, 9-7, 1-6, 6-1 | Tableau |
| 18       | 15-08-1898 | US National Championships, Newport (RI) | G. Chelem | NC $         | Gazon (ext.) | Leo Ware George Sheldon                      | Holcombe Ward Dwight Davis                 | 1-6, 7-5, 6-4, 4-6, 7-5   | Tableau |
| 19       | 14-08-1899 | US National Championships, Newport (RI) | G. Chelem | NC $         | Gazon (ext.) | Holcombe Ward Dwight Davis                   | Leo Ware George Sheldon                    | 6-4, 6-4, 6-3             | Tableau |
| 20       | 13-08-1900 | US National Championships, Newport (RI) | G. Chelem | NC $         | Gazon (ext.) | Holcombe Ward Dwight Davis                   | Fred Alexander Raymond Little              | 6-4, 9-7, 12-10           | Tableau |
| 21       | 19-08-1901 | US National Championships, Newport (RI) | G. Chelem | NC $         | Gazon (ext.) | Holcombe Ward Dwight Davis                   | Leo Ware Beals Wright                      | 6-3, 9-7, 6-1             | Tableau |
| 22       | 18-08-1902 | US National Championships, Newport (RI) | G. Chelem | NC $         | Gazon (ext.) | Reginald Frank Doherty Hugh Lawrence Doherty | Holcombe Ward Dwight Davis                 | 11-9, 12-10, 6-4          | Tableau |
| 23       | 18-08-1903 | US National Championships, Newport (RI) | G. Chelem | NC $         | Gazon (ext.) | Reginald Frank Doherty Hugh Lawrence Doherty | Kreigh Collins Harry Wainder               | 7-5, 6-3, 6-3             | Tableau |
| 24       | 21-08-1904 | US National Championships, Newport (RI) | G. Chelem | NC $         | Gazon (ext.) | Holcombe Ward Beals Wright                   | Kreigh Collins Raymond Little              | 1-6, 6-2, 3-6, 6-4, 6-1   | Tableau |
| 25       | 22-08-1905 | US National Championships, Newport (RI) | G. Chelem | NC $         | Gazon (ext.) | Holcombe Ward Beals Wright                   | Fred Alexander Harold Hackett              | 6-4, 6-4, 6-1             | Tableau |
| 26       | 21-08-1906 | US National Championships, Newport (RI) | G. Chelem | NC $         | Gazon (ext.) | Holcombe Ward Beals Wright                   | Fred Alexander Harold Hackett              | 6-3, 3-6, 6-3, 6-3        | Tableau |
| 27       | 20-08-1907 | US National Championships, Newport (RI) | G. Chelem | NC $         | Gazon (ext.) | Fred Alexander Harold Hackett                | Nat Thornton Wylie Grant                   | 6-2, 6-1, 6-1             | Tableau |
| 28       | 18-08-1908 | US National Championships, Newport (RI) | G. Chelem | NC $         | Gazon (ext.) | Fred Alexander Harold Hackett                | Raymond Little Beals Wright                | 6-1, 7-5, 6-2             | Tableau |
| 29       | 17-08-1909 | US National Championships, Newport (RI) | G. Chelem | NC $         | Gazon (ext.) | Fred Alexander Harold Hackett                | Maurice McLoughlin George C. Janes         | 6-4, 6-4, 6-0             | Tableau |
| 30       | 15-08-1910 | US National Championships, Newport (RI) | G. Chelem | NC $         | Gazon (ext.) | Fred Alexander Harold Hackett                | Tom Bundy Trowridge Hendrick               | 6-1, 8-6, 6-3             | Tableau |
| 31       | 21-08-1911 | US National Championships, Newport (RI) | G. Chelem | NC $         | Gazon (ext.) | Raymond Little Gus Touchard                  | Fred Alexander Harold Hackett              | 7-5, 13-15, 6-2, 6-4      | Tableau |
| 32       | 19-08-1912 | US National Championships, Newport (RI) | G. Chelem | NC $         | Gazon (ext.) | Maurice McLoughlin Tom Bundy                 | Raymond Little Gus Touchard                | 3-6, 6-2, 6-1, 7-5        | Tableau |
| 33       | 18-08-1913 | US National Championships, Newport (RI) | G. Chelem | NC $         | Gazon (ext.) | Maurice McLoughlin Tom Bundy                 | John R. Strachan Clarence Griffin          | 6-4, 7-5, 6-1             | Tableau |
| 34       | 24-08-1914 | US National Championships, Newport (RI) | G. Chelem | NC $         | Gazon (ext.) | Maurice McLoughlin Tom Bundy                 | George Church Dean Mathey                  | 6-4, 6-2, 6-4             | Tableau |
| 35       | 31-08-1915 | US National Championships, Forest Hills | G. Chelem | NC $         | Gazon (ext.) | Bill Johnston Clarence Griffin               | Maurice McLoughlin Tom Bundy               | 2-6, 6-3, 6-4, 3-6, 6-3   | Tableau |
| 36       | 28-08-1916 | US National Championships, Forest Hills | G. Chelem | NC $         | Gazon (ext.) | Bill Johnston Clarence Griffin               | Maurice McLoughlin Ward Dawson             | 6-4, 6-3, 5-7, 6-3        | Tableau |
| 37       | 20-08-1917 | US National Championships, Forest Hills | G. Chelem | NC $         | Gazon (ext.) | Fred Alexander Harold Throckmorton           | Harry Johnson Irving Wright                | 11-9, 6-4, 6-4            | Tableau |
| 38       | 26-08-1918 | US National Championships, Forest Hills | G. Chelem | NC $         | Gazon (ext.) | Bill Tilden Vincent Richards                 | Fred Alexander Beals Wright                | 6-3, 6-4, 3-6, 2-6, 6-2   | Tableau |
| 39       | 26-08-1919 | US National Championships, Forest Hills | G. Chelem | NC $         | Gazon (ext.) | Norman Brookes Gerald Patterson              | Bill Tilden Vincent Richards               | 8-6, 6-3, 4-6, 4-6, 6-2   | Tableau |
| 40       | 30-08-1920 | US National Championships, Forest Hills | G. Chelem | NC $         | Gazon (ext.) | Bill Johnston Clarence Griffin               | Willis Davis Roland Roberts                | 6-2, 6-2, 6-3             | Tableau |
| 41       | 09-09-1921 | US National Championships, Philadelphie | G. Chelem | NC $         | Gazon (ext.) | Bill Tilden Vincent Richards                 | Richard Norris Watson Washburn             | 13-11, 12-10, 6-1         | Tableau |
| 42       | 08-09-1922 | US National Championships, Philadelphie | G. Chelem | NC $         | Gazon (ext.) | Bill Tilden Vincent Richards                 | Gerald Patterson Pat O'Hara Wood           | 4-6, 6-1, 6-3, 6-4        | Tableau |
| 43       | 10-09-1923 | US National Championships, Philadelphie | G. Chelem | NC $         | Gazon (ext.) | Bill Tilden Brian Norton                     | Richard Norris Watson Washburn             | 3-6, 6-2, 6-3, 5-7, 6-2   | Tableau |
| 44       | 25-08-1924 | US National Championships, Forest Hills | G. Chelem | NC $         | Gazon (ext.) | Howard Kinsey Robert Kinsey                  | Gerald Patterson Pat O'Hara Wood           | 7-5, 5-7, 7-9, 6-3, 6-4   | Tableau |
| 45       | 14-09-1925 | US National Championships, Forest Hills | G. Chelem | NC $         | Gazon (ext.) | Richard Norris Vincent Richards              | Gerald Patterson John Hawkes               | 6-2, 8-10, 6-4, 11-9      | Tableau |
| 46       | 13-09-1926 | US National Championships, Forest Hills | G. Chelem | NC $         | Gazon (ext.) | Richard Norris Vincent Richards              | Bill Tilden Alfred Chapin                  | 6-4, 6-8, 11-9, 6-3       | Tableau |
| 47       | 12-09-1927 | US National Championships, Forest Hills | G. Chelem | NC $         | Gazon (ext.) | Bill Tilden Francis Hunter                   | Bill Johnston Richard Norris               | 10-8, 6-3, 6-3            | Tableau |
| 48       | 10-09-1928 | US National Championships, Forest Hills | G. Chelem | NC $         | Gazon (ext.) | George Lott John Hennessey                   | Gerald Patterson John Hawkes               | 6-2, 6-1, 6-2             | Tableau |
| 49       | 07-09-1929 | US National Championships, Forest Hills | G. Chelem | NC $         | Gazon (ext.) | George Lott John Doeg                        | Berkeley Bell Lewis White                  | 10-8, 1-6, 1-4, 6-1       | Tableau |
| 50       | 06-09-1930 | US National Championships, Forest Hills | G. Chelem | NC $         | Gazon (ext.) | George Lott John Doeg                        | Wilmer Allison John Van Ryn                | 8-6, 6-3, 3-6, 13-15, 6-4 | Tableau |
| 51       | 03-09-1931 | US National Championships, Forest Hills | G. Chelem | NC $         | Gazon (ext.) | Wilmer Allison John Van Ryn                  | Gregory Mangin Berkeley Bell               | 6-4, 6-3, 6-2             | Tableau |
| 52       | 03-09-1932 | US National Championships, Forest Hills | G. Chelem | NC $         | Gazon (ext.) | Ellsworth Vines Keith Gledhill               | Wilmer Allison John Van Ryn                | 6-4, 6-3, 6-2             | Tableau |
| 53       | 02-09-1933 | US National Championships, Forest Hills | G. Chelem | NC $         | Gazon (ext.) | George Lott Lester Stoefen                   | Frank Shields Frank Parker                 | 11-13, 9-7, 9-7, 6-3      | Tableau |
| 54       | 02-09-1933 | US National Championships, Forest Hills | G. Chelem | NC $         | Gazon (ext.) | George Lott Lester Stoefen                   | Wilmer Allison John Van Ryn                | 6-4, 9-7, 3-6, 6-4        | Tableau |
| 55       | 29-08-1935 | US National Championships, Forest Hills | G. Chelem | NC $         | Gazon (ext.) | Wilmer Allison John Van Ryn                  | Donald Budge Gene Mako                     | 6-2, 6-3, 2-6, 3-6, 6-1   | Tableau |
| 56       | 03-09-1936 | US National Championships, Forest Hills | G. Chelem | NC $         | Gazon (ext.) | Donald Budge Gene Mako                       | Wilmer Allison John Van Ryn                | 6-4, 6-2, 6-4             | Tableau |
| 57       | 02-09-1937 | US National Championships, Forest Hills | G. Chelem | NC $         | Gazon (ext.) | Gottfried von Cramm Henner Henkel            | Donald Budge Gene Mako                     | 6-4, 7-5, 6-4             | Tableau |
| 58       | 08-09-1938 | US National Championships, Forest Hills | G. Chelem | NC $         | Gazon (ext.) | Donald Budge Gene Mako                       | Adrian Quist John Bromwich                 | 6-3, 6-2, 6-1             | Tableau |
| 59       | 07-09-1939 | US National Championships, Forest Hills | G. Chelem | NC $         | Gazon (ext.) | Adrian Quist John Bromwich                   | Jack Crawford Harry Hopman                 | 8-6, 6-1, 6-4             | Tableau |
| 60       | 02-09-1940 | US National Championships, Forest Hills | G. Chelem | NC $         | Gazon (ext.) | Jack Kramer Ted Schroeder                    | Gardnar Mulloy Henry Prussoff              | 6-4, 8-6, 9-7             | Tableau |
| 61       | 30-08-1941 | US National Championships, Forest Hills | G. Chelem | NC $         | Gazon (ext.) | Jack Kramer Ted Schroeder                    | Wayne Sabin Gardnar Mulloy                 | 9-7, 6-4, 6-2             | Tableau |
| 62       | 27-08-1942 | US National Championships, Forest Hills | G. Chelem | NC $         | Gazon (ext.) | Gardnar Mulloy Bill Talbert                  | Ted Schroeder Sidney Wood                  | 9-7, 7-5, 6-1             | Tableau |
| 63       | 01-09-1943 | US National Championships, Forest Hills | G. Chelem | NC $         | Gazon (ext.) | Jack Kramer Frank Parker                     | Bill Talbert David Freeman                 | 6-2, 6-4, 6-4             | Tableau |
| 64       | 30-08-1944 | US National Championships, Forest Hills | G. Chelem | NC $         | Gazon (ext.) | Don McNeill Bob Falkenburg                   | Bill Talbert Pancho Segura                 | 7-5, 6-4, 3-6, 6-1        | Tableau |
| 65       | 28-08-1945 | US National Championships, Forest Hills | G. Chelem | NC $         | Gazon (ext.) | Gardnar Mulloy Bill Talbert                  | Bob Falkenburg Jack Tuero                  | 12-10, 8-10, 12-10, 6-2   | Tableau |
| 66       | 31-08-1946 | US National Championships, Forest Hills | G. Chelem | NC $         | Gazon (ext.) | Gardnar Mulloy Bill Talbert                  | Don McNeill Frank Guernsey                 | 3-6, 6-4, 2-6, 6-3, 20-18 | Tableau |
| 67       | 06-09-1947 | US National Championships, Forest Hills | G. Chelem | NC $         | Gazon (ext.) | Jack Kramer Ted Schroeder                    | Bill Talbert Bill Sidwell                  | 6-4, 7-5, 6-3             | Tableau |
| 68       | 10-09-1948 | US National Championships, Forest Hills | G. Chelem | NC $         | Gazon (ext.) | Gardnar Mulloy Bill Talbert                  | Frank Parker Ted Schroeder                 | 1-6, 9-7, 6-3, 3-6, 9-7   | Tableau |
| 69       | 26-08-1949 | US National Championships, Forest Hills | G. Chelem | NC $         | Gazon (ext.) | John Bromwich Bill Sidwell                   | Frank Sedgman George Worthington           | 6-4, 6-0, 6-1             | Tableau |
| 70       | 27-08-1950 | US National Championships, Forest Hills | G. Chelem | NC $         | Gazon (ext.) | John Bromwich Frank Sedgman                  | Bill Talbert Gardnar Mulloy                | 7-5, 8-6, 3-6, 6-1        | Tableau |
| 71       | 25-08-1951 | US National Championships, Forest Hills | G. Chelem | NC $         | Gazon (ext.) | Ken McGregor Frank Sedgman                   | Don Candy Mervyn Rose                      | 10-8, 6-4, 4-6, 7-5       | Tableau |
| 72       | 29-08-1952 | US National Championships, Forest Hills | G. Chelem | NC $         | Gazon (ext.) | Mervyn Rose Vic Seixas                       | Ken McGregor Frank Sedgman                 | 3-6, 10-8, 10-8, 6-8, 8-6 | Tableau |
| 73       | 29-08-1953 | US National Championships, Forest Hills | G. Chelem | NC $         | Gazon (ext.) | Rex Hartwig Mervyn Rose                      | Bill Talbert Gardnar Mulloy                | 6-4, 4-6, 6-2, 6-4        | Tableau |
| 74       | 28-08-1954 | US National Championships, Forest Hills | G. Chelem | NC $         | Gazon (ext.) | Vic Seixas Tony Trabert                      | Lew Hoad Ken Rosewall                      | 3-6, 6-4, 8-6, 6-3        | Tableau |
| 75       | 02-09-1955 | US National Championships, Forest Hills | G. Chelem | NC $         | Gazon (ext.) | Kōsei Kamo Atsushi Miyagi                    | Gerald Moss William Quillian               | 6-3, 6-3, 3-6, 1-6, 6-4   | Tableau |
| 76       | 01-09-1956 | US National Championships, Forest Hills | G. Chelem | NC $         | Gazon (ext.) | Lew Hoad Ken Rosewall                        | Hamilton Richardson Vic Seixas             | 6-2, 6-2, 3-6, 6-4        | Tableau |
| 77       | 30-08-1957 | US National Championships, Forest Hills | G. Chelem | NC $         | Gazon (ext.) | Ashley Cooper Neale Fraser                   | Gardnar Mulloy Budge Patty                 | 4-6, 6-3, 9-7, 6-3        | Tableau |
| 78       | 29-08-1958 | US National Championships, Forest Hills | G. Chelem | NC $         | Gazon (ext.) | Alex Olmedo Hamilton Richardson              | Sammy Giammalva Barry MacKay               | 3-6, 6-3, 6-4, 6-4        | Tableau |
| 79       | 04-09-1959 | US National Championships, Forest Hills | G. Chelem | NC $         | Gazon (ext.) | Neale Fraser Roy Emerson                     | Alex Olmedo Butch Buchholz                 | 3-6, 6-3, 5-7, 6-4, 7-5   | Tableau |
| 80       | 02-09-1960 | US National Championships, Forest Hills | G. Chelem | NC $         | Gazon (ext.) | Neale Fraser Roy Emerson                     | Rod Laver Bob Mark                         | 9-7, 6-2, 6-4             | Tableau |
| 81       | 01-09-1961 | US National Championships, Forest Hills | G. Chelem | NC $         | Gazon (ext.) | Chuck McKinley Dennis Ralston                | Rafael Osuna Antonio Palafox               | 6-3, 6-4, 2-6, 13-11      | Tableau |
| 82       | 31-08-1962 | US National Championships, Forest Hills | G. Chelem | NC $         | Gazon (ext.) | Rafael Osuna Antonio Palafox                 | Chuck McKinley Dennis Ralston              | 6-4, 10-12, 1-6, 9-7, 6-3 | Tableau |
| 83       | 28-08-1963 | US National Championships, Forest Hills | G. Chelem | NC $         | Gazon (ext.) | Chuck McKinley Dennis Ralston                | Rafael Osuna Antonio Palafox               | 9-7, 4-6, 5-7, 6-3, 11-9  | Tableau |
| 84       | 02-09-1964 | US National Championships, Forest Hills | G. Chelem | NC $         | Gazon (ext.) | Chuck McKinley Dennis Ralston                | Graham Stilwell Mike Sangster              | 6-3, 6-2, 6-4             | Tableau |
| 85       | 03-09-1965 | US National Championships, Forest Hills | G. Chelem | NC $         | Gazon (ext.) | Roy Emerson Fred Stolle                      | Frank Froehling Charlie Pasarell           | 6-4, 10-12, 7-5, 7-3      | Tableau |
| 86       | 01-09-1966 | US National Championships, Forest Hills | G. Chelem | NC $         | Gazon (ext.) | Roy Emerson Fred Stolle                      | Clark Graebner Dennis Ralston              | 6-4, 6-4, 6-4             | Tableau |
| 87       | 31-08-1967 | US National Championships, Forest Hills | G. Chelem | NC $         | Gazon (ext.) | John Newcombe Tony Roche                     | Bill Bowrey Owen Davidson                  | 6-8, 9-7, 6-3, 6-3        | Tableau |
| Ère Open |            |                                         |           |              |              |                                              |                                            |                           |         |
| 88       | 29-08-1968 | US Open, Forest Hills                   | G. Chelem | NC $         | Gazon (ext.) | Robert Lutz Stan Smith                       | Arthur Ashe Andrés Gimeno                  | 11-9, 6-1, 7-5            | Tableau |
| 89       | 28-08-1969 | US Open, Forest Hills                   | G. Chelem | NC $         | Gazon (ext.) | Ken Rosewall Fred Stolle                     | Charlie Pasarell Dennis Ralston            | 2-6, 7-5, 13-11, 6-3      | Tableau |
| 90       | 02-09-1970 | US Open, Forest Hills                   | G. Chelem | NC $         | Gazon (ext.) | Pierre Barthès Nikola Pilić                  | Roy Emerson Rod Laver                      | 6-3, 7-6, 4-6, 7-6        | Tableau |
| 91       | 01-09-1971 | US Open, Forest Hills                   | G. Chelem | NC $         | Gazon (ext.) | John Newcombe Roger Taylor                   | Stan Smith Erik van Dillen                 | 6-7, 6-3, 7-6, 4-6, 7-6   | Tableau |
| 92       | 28-08-1972 | US Open, Forest Hills                   | G. Chelem | NC $         | Gazon (ext.) | Cliff Drysdale Roger Taylor                  | Owen Davidson John Newcombe                | 6-4, 7-6, 6-3             | Tableau |
| 93       | 27-08-1973 | US Open, Forest Hills                   | G. Chelem | NC $         | Gazon (ext.) | Owen Davidson John Newcombe                  | Rod Laver Ken Rosewall                     | 7-5, 2-6, 7-5, 7-5        | Tableau |
| 94       | 26-08-1974 | US Open, Forest Hills                   | G. Chelem | NC $         | Gazon (ext.) | Robert Lutz Stan Smith                       | Patricio Cornejo Jaime Fillol              | 6-3, 6-3                  | Tableau |
| 95       | 25-08-1975 | US Open, Forest Hills                   | G. Chelem | NC $         | Terre (ext.) | Jimmy Connors Ilie Năstase                   | Tom Okker Marty Riessen                    | 6-4, 7-6                  | Tableau |
| 96       | 30-08-1976 | US Open, Forest Hills                   | G. Chelem | NC $         | Terre (ext.) | Tom Okker Marty Riessen                      | Paul Kronk Cliff Letcher                   | 6-4, 6-0                  | Tableau |
| 97       | 29-08-1977 | US Open, Forest Hills                   | G. Chelem | NC $         | Terre (ext.) | Bob Hewitt Frew McMillan                     | Brian Gottfried Raúl Ramírez               | 6-4, 6-0                  | Tableau |
| 98       | 28-08-1978 | US Open, Flushing Meadows               | G. Chelem | NC $         | Dur (ext.)   | Robert Lutz Stan Smith                       | Marty Riessen Sherwood Stewart             | 1-6, 7-5, 6-3             | Tableau |
| 99       | 27-08-1979 | US Open, Flushing Meadows               | G. Chelem | NC $         | Dur (ext.)   | Peter Fleming John McEnroe                   | Robert Lutz Stan Smith                     | 6-2, 6-4                  | Tableau |
| 100      | 25-08-1980 | US Open, Flushing Meadows               | G. Chelem | NC $         | Dur (ext.)   | Robert Lutz Stan Smith                       | Peter Fleming John McEnroe                 | 7-6, 3-6, 6-1, 3-6, 6-3   | Tableau |
| 101      | 31-08-1981 | US Open, Flushing Meadows               | G. Chelem | NC $         | Dur (ext.)   | Peter Fleming John McEnroe                   | Heinz Günthardt Peter McNamara             | Forfait                   | Tableau |
| 102      | 30-08-1982 | US Open, Flushing Meadows               | G. Chelem | NC $         | Dur (ext.)   | Kevin Curren Steve Denton                    | Victor Amaya Hank Pfister                  | 6-2, 6-7, 5-7, 6-2, 6-4   | Tableau |
| 103      | 29-08-1983 | US Open, Flushing Meadows               | G. Chelem | NC $         | Dur (ext.)   | Peter Fleming John McEnroe                   | Fritz Buehning Van Winitsky                | 6-3, 6-4, 6-2             | Tableau |
| 104      | 27-08-1984 | US Open, Flushing Meadows               | G. Chelem | NC $         | Dur (ext.)   | John Fitzgerald Tomáš Šmíd                   | Stefan Edberg Anders Järryd                | 7-6, 6-3, 6-3             | Tableau |
| 105      | 26-08-1985 | US Open, Flushing Meadows               | G. Chelem | NC $         | Dur (ext.)   | Ken Flach Robert Seguso                      | Henri Leconte Yannick Noah                 | 6-7, 7-6, 7-6, 6-0        | Tableau |
| 106      | 25-08-1986 | US Open, Flushing Meadows               | G. Chelem | NC $         | Dur (ext.)   | Andrés Gómez Slobodan Živojinović            | Joakim Nyström Mats Wilander               | 4-6, 6-3, 6-3, 4-6, 6-3   | Tableau |
| 107      | 31-08-1987 | US Open, Flushing Meadows               | G. Chelem | NC $         | Dur (ext.)   | Stefan Edberg Anders Järryd                  | Ken Flach Robert Seguso                    | 7-6, 6-2, 4-6, 5-7, 7-6   | Tableau |
| 108      | 29-08-1988 | US Open, Flushing Meadows               | G. Chelem | NC $         | Dur (ext.)   | Sergio Casal Emilio Sánchez                  | Rick Leach Jim Pugh                        | Forfait                   | Tableau |
| 109      | 28-08-1989 | US Open, Flushing Meadows               | G. Chelem | NC $         | Dur (ext.)   | John McEnroe Mark Woodforde                  | Ken Flach Robert Seguso                    | 6-4, 4-6, 6-3, 6-3        | Tableau |
| 110      | 27-08-1990 | US Open, Flushing Meadows               | G. Chelem | 2 554 250 $  | Dur (ext.)   | Pieter Aldrich Danie Visser                  | Paul Annacone David Wheaton                | 6-2, 7-6, 6-2             | Tableau |
| 111      | 26-08-1991 | US Open, Flushing Meadows               | G. Chelem | 3 099 300 $  | Dur (ext.)   | John Fitzgerald Anders Järryd                | Scott Davis David Pate                     | 6-3, 3-6, 6-3, 6-3        | Tableau |
| 112      | 31-08-1992 | US Open, Flushing Meadows               | G. Chelem | 3 566 400 $  | Dur (ext.)   | Jim Grabb Richey Reneberg                    | Rick Leach Kelly Jones                     | 3-6, 7-6, 6-3, 6-3        | Tableau |
| 113      | 30-08-1993 | US Open, Flushing Meadows               | G. Chelem | 4 000 000 $  | Dur (ext.)   | Ken Flach Rick Leach                         | Karel Nováček Martin Damm                  | 6-7, 6-4, 6-2             | Tableau |
| 114      | 29-08-1994 | US Open, Flushing Meadows               | G. Chelem | 4 100 800 $  | Dur (ext.)   | Jacco Eltingh Paul Haarhuis                  | Todd Woodbridge Mark Woodforde             | 6-3, 8-6                  | Tableau |
| 115      | 28-08-1995 | US Open, Flushing Meadows               | G. Chelem | 4 282 400 $  | Dur (ext.)   | Todd Woodbridge Mark Woodforde               | Alex O'Brien Sandon Stolle                 | 6-3, 6-3                  | Tableau |
| 116      | 26-08-1996 | US Open, Flushing Meadows               | G. Chelem | 4 806 000 $  | Dur (ext.)   | Todd Woodbridge Mark Woodforde               | Jacco Eltingh Paul Haarhuis                | 4-6, 7-6, 7-6             | Tableau |
| 117      | 25-08-1997 | US Open, Flushing Meadows               | G. Chelem | 5 152 000 $  | Dur (ext.)   | Ievgueni Kafelnikov Daniel Vacek             | Jonas Björkman Nicklas Kulti               | 7-6, 6-3                  | Tableau |
| 118      | 31-08-1998 | US Open, Flushing Meadows               | G. Chelem | 6 032 000 $  | Dur (ext.)   | Sandon Stolle Cyril Suk                      | Mark Knowles Daniel Nestor                 | 4-6, 7-6, 6-2             | Tableau |
| 119      | 30-08-1999 | US Open, Flushing Meadows               | G. Chelem | 6 257 000 $  | Dur (ext.)   | Sébastien Lareau Alex O'Brien                | Mahesh Bhupathi Leander Paes               | 7-6, 6-4                  | Tableau |
| 120      | 28-08-2000 | US Open, Flushing Meadows               | G. Chelem | 6 834 415 $  | Dur (ext.)   | Lleyton Hewitt Max Mirnyi                    | Ellis Ferreira Rick Leach                  | 6-4, 5-7, 7-6             | Tableau |
| 121      | 27-08-2001 | US Open, Flushing Meadows               | G. Chelem | 6 382 000 $  | Dur (ext.)   | Wayne Black Kevin Ullyett                    | Donald Johnson Jared Palmer                | 7-69, 2-6, 6-3            | Tableau |
| 122      | 26-08-2002 | US Open, Flushing Meadows               | G. Chelem | 7 129 000 $  | Dur (ext.)   | Max Mirnyi Mahesh Bhupathi                   | Jiří Novák Radek Štěpánek                  | 6-3, 3-6, 6-4             | Tableau |
| 123      | 25-08-2003 | US Open, Flushing Meadows               | G. Chelem | 7 586 000 $  | Dur (ext.)   | Jonas Björkman Todd Woodbridge               | Bob Bryan Mike Bryan                       | 5-7, 6-0, 7-5             | Tableau |
| 124      | 30-08-2004 | US Open, Flushing Meadows               | G. Chelem | 7 946 000 $  | Dur (ext.)   | Mark Knowles Daniel Nestor                   | Leander Paes David Rikl                    | 6-3, 6-3                  | Tableau |
| 125      | 29-08-2005 | US Open, Flushing Meadows               | G. Chelem | 7 950 000 $  | Dur (ext.)   | Bob Bryan Mike Bryan                         | Jonas Björkman Max Mirnyi                  | 6-1, 6-4                  | Tableau |
| 126      | 29-08-2006 | US Open, Flushing Meadows               | G. Chelem | 8 332 000 $  | Dur (ext.)   | Martin Damm Leander Paes                     | Jonas Björkman Max Mirnyi                  | 65-7, 6-4, 6-3            | Tableau |
| 127      | 27-08-2007 | US Open, Flushing Meadows               | G. Chelem | 8 848 000 $  | Dur (ext.)   | Simon Aspelin Julian Knowle                  | Lukáš Dlouhý Pavel Vízner                  | 7-5, 6-4                  | Tableau |
| 128      | 25-08-2008 | US Open, Flushing Meadows               | G. Chelem | 9 350 000 $  | Dur (ext.)   | Bob Bryan Mike Bryan                         | Lukáš Dlouhý Leander Paes                  | 7-65, 7-610               | Tableau |
| 129      | 31-08-2009 | US Open, Flushing Meadows               | G. Chelem | 9 756 000 $  | Dur (ext.)   | Lukáš Dlouhý Leander Paes                    | Mahesh Bhupathi Mark Knowles               | 3-6, 6-3, 6-2             | Tableau |
| 130      | 30-08-2010 | US Open, Flushing Meadows               | G. Chelem | 10 508 000 $ | Dur (ext.)   | Bob Bryan Mike Bryan                         | Rohan Bopanna Aisam-Ul-Haq Qureshi         | 7-65, 7-64                | Tableau |
| 131      | 29-08-2011 | US Open, Flushing Meadows               | G. Chelem | 10 768 000 $ | Dur (ext.)   | Jürgen Melzer Philipp Petzschner             | Mariusz Fyrstenberg Marcin Matkowski       | 6-2, 6-2                  | Tableau |
| 132      | 27-08-2012 | US Open, Flushing Meadows               | G. Chelem | 11 777 000 $ | Dur (ext.)   | Bob Bryan Mike Bryan                         | Leander Paes Radek Štěpánek                | 6-3, 6-4                  | Tableau |
| 133      | 26-08-2013 | US Open, Flushing Meadows               | G. Chelem | 16 102 000 $ | Dur (ext.)   | Leander Paes Radek Štěpánek                  | Alexander Peya Bruno Soares                | 6-1, 6-3                  | Tableau |
| 134      | 25-08-2014 | US Open, Flushing Meadows               | G. Chelem | 17 851 868 $ | Dur (ext.)   | Bob Bryan Mike Bryan                         | Marcel Granollers Marc López               | 6-3, 6-4                  | Tableau |
| 135      | 31-08-2015 | US Open, Flushing Meadows               | G. Chelem | 19 852 700 $ | Dur (ext.)   | Pierre-Hugues Herbert Nicolas Mahut          | Jamie Murray John Peers                    | 6-4, 6-4                  | Tableau |
| 136      | 31-08-2016 | US Open, Flushing Meadows               | G. Chelem | 21 862 744 $ | Dur (ext.)   | Jamie Murray Bruno Soares                    | Pablo Carreño-Busta Guillermo García-López | 6-2, 6-3                  | Tableau |
| 137      | 31-08-2017 | US Open, Flushing Meadows               | G. Chelem | 24 193 400 $ | Dur (ext.)   | Jean-Julien Rojer Horia Tecău                | Feliciano López Marc López                 | 6-4, 6-3                  | Tableau |
| 138      | 27-08-2018 | US Open, Flushing Meadows               | G. Chelem | 25 282 400 $ | Dur (ext.)   | Mike Bryan Jack Sock                         | Łukasz Kubot Marcelo Melo                  | 6-3, 6-1                  | Tableau |
| 139      | 28-08-2019 | US Open, Flushing Meadows               | G. Chelem | 28 619 350 $ | Dur (ext.)   | Juan Sebastián Cabal Robert Farah            | Marcel Granollers Horacio Zeballos         | 6-4, 7-5                  | Tableau |
| 140      | 31-08-2020 | US Open, Flushing Meadows               | G. Chelem | 21 656 000 $ | Dur (ext.)   | Mate Pavić Bruno Soares                      | Wesley Koolhof Nikola Mektić               | 7-5, 6-3                  | Tableau |
| 141      | 30-08-2021 | US Open, Flushing Meadows               | G. Chelem | 27 200 000 $ | Dur (ext.)   | Rajeev Ram Joe Salisbury                     | Jamie Murray Bruno Soares                  | 3-6, 6-2, 6-2             | Tableau |
| 142      | 31-08-2022 | US Open, Flushing Meadows               | G. Chelem | 27 915 200 $ | Dur (ext.)   | Rajeev Ram Joe Salisbury                     | Wesley Koolhof Neal Skupski                | 7-64, 7-5                 | Tableau |
| 143      | 30-08-2023 | US Open, Flushing Meadows               | G. Chelem | 29 148 800 $ | Dur (ext.)   | Rajeev Ram Joe Salisbury                     | Rohan Bopanna Matthew Ebden                | 2-6, 6-3, 6-4             | Tableau |
| 144      | 28-08-2024 | US Open, Flushing Meadows               | G. Chelem | 33 977 000 $ | Dur (ext.)   | Max Purcell Jordan Thompson                  | Kevin Krawietz Tim Pütz                    | 6-4, 7-64                 | Tableau |